# Momofuku Andō
Momofuku Andō (安藤百福 Andō Momofuku?,  Kangi, Taiwán,  5 de marzo de 1910 - Ikeda (Osaka), Japón, 5 de enero de 2007) fue un taiwanés-japonés, fundador y presidente de Nissin Foods, creador de la sopa instantánea ramen carneada hoy en día en forma de Cup Noodle.

## Biografía
Nació en 1910 en Taiwán cuando era una colonia japonesa. En 1933, a la edad de 23 años, se trasladó a vivir a Japón. 

Con la escasez de comida que había en el país al finalizar la Segunda Guerra Mundial, Momofuku Andō desarrolló la idea de una sopa de fideos de calidad y versátil que ayudara a alimentar a grandes cantidades de población. En el año 1948 fundó la empresa Nissin. Once años después, alrededor de 1958, sacó al mercado "Chicken Ramen" ('チキンラーメン'), la primera sopa instantánea de fideos. Ante el éxito del producto, la empresa introdujo nuevas sopas, como la "Cup Noodle" en 1971. En 1999, inauguró un museo en Ikeda para presentar sus productos e inventos. 

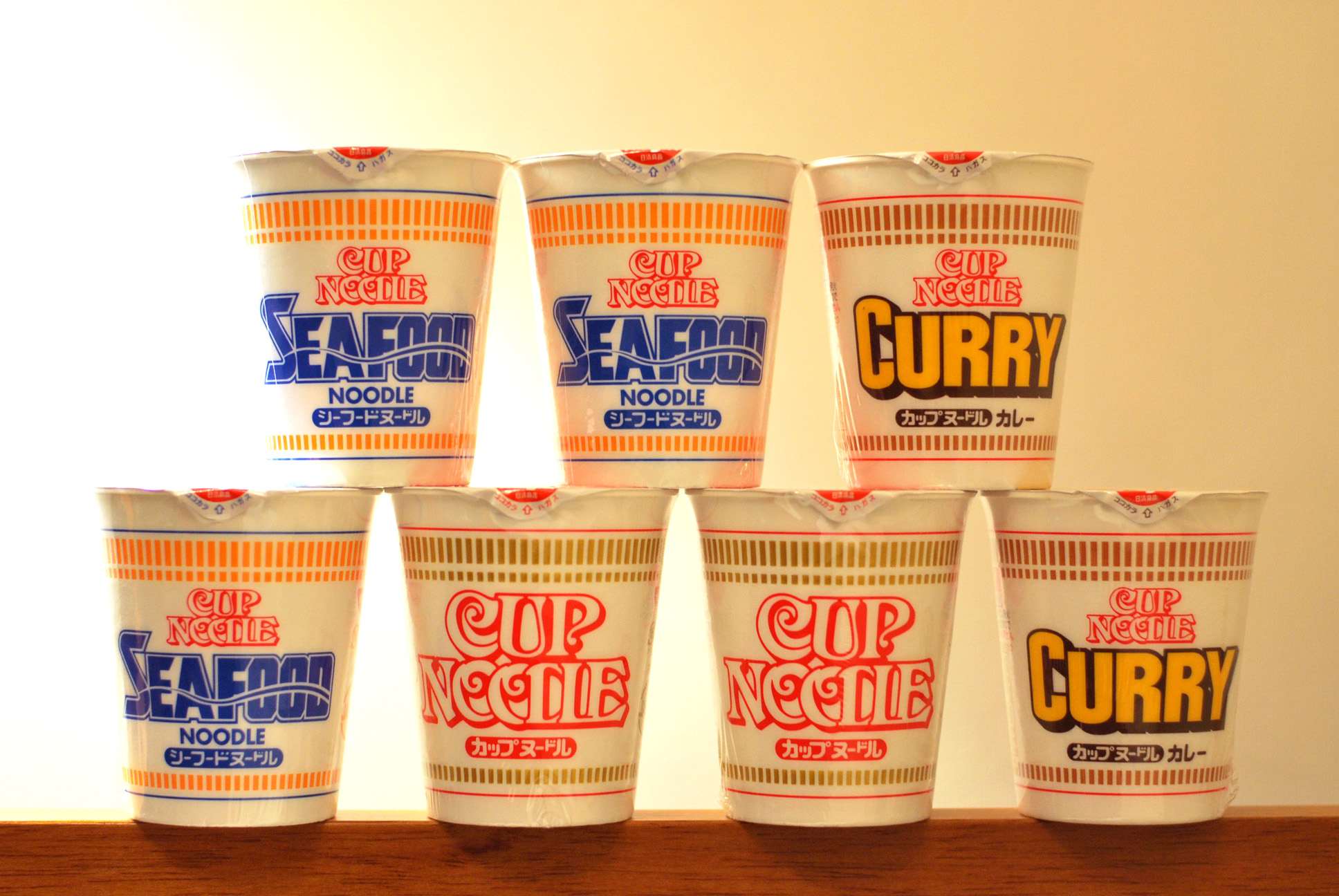
Ejemplos actuales de ramen

Momofuku Andō fue el creador de la sopa instantánea y de los fideos ramen instantáneos que son éxito en el mundo. Momofuku nació en Taiwán y se convirtió en un ciudadano japonés después de la Segunda Guerra Mundial.
Según publicó heavy.com, Momofuku aprovechó la escasez de alimentos en Japón en la era posterior a la Segunda Guerra Mundial para pensar en este ingenioso alimento. Poco a poco, su negocio despegó y después de un viaje a los EE. UU. en 1971, se dio cuenta cómo los estadounidenses consumían fideos y así empezó a vender su producto en su vaso de poliestireno que ayuda a mantener los fideos calientes por más tiempo.
Ando dijo que el secreto de su larga vida era jugar al golf y comer pollo Ramen casi todos los días, también dijo que había comido Ramen instantáneo hasta el día antes de morir.
Murió de un paro cardíaco el 5 de enero de 2007 en un hospital de Ikeda, Osaka a los 96 años de edad. Aún viven su esposa, Masako, dos hijos varones y una hija.

## Honores
Ando fue honrado en varias ocasiones con medallas por el gobierno japonés y el emperador, incluyendo la Orden del Sol Naciente en Segunda Clase Estrella de Oro y Plata en el 2002, que es la segunda condecoración japonesa más prestigiosa para los civiles japoneses.
- Medalla de Honor con la cinta azul (1977)
- Orden del Tesoro Sagrado, de segunda clase, Estrella de Oro y Plata (1982)
- Medalla de Honor con la cinta púrpura (1983)
- Director general del "Premio al Servicio Distinguido" Agencia de Ciencia y Tecnología (1992)
- Orden del Sol Naciente, en Segunda Clase, Estrella de Oro y Plata (2002)
- El 5 de marzo de 2015, conmemorando el 105 aniversario de su nacimiento, Google le dedicó el doodle de ese día.[3][4]